# الاتحاد الوطني الديمقراطي الكردستاني
الاتحاد الوطني الديمقراطي الكردستاني ، ويُختصر بـ YNDK، هو حزب سياسي مقره في جنوب كردستان. تأسس عام 1996 على يد غفور مخموري. يهدف الحزب بشكل أساسي إلى إقامة دولة كردستان الكبرى المستقلة. وكان الحزب جزءاً من القائمة الكردستانية في انتخابات عام 2005 وحصل على مقعد واحد في برلمان كردستان.[بحاجة لمصدر]
في 11 نوفمبر 2023، عقد الحزب مؤتمره السادس، بحضور أكثر من 200 عضو وفقاً للتقارير. وخلال المؤتمر، صرّح مخموري لأحد الصحفيين أن كردستان ستكون في وضع صعب، وأن على الأحزاب الكردية المختلفة التعاون ومساعدة بعضها البعض.

## المؤتمرات
حتى الآن عُقدت خمسة مؤتمرات، على النحو التالي:
- المؤتمر الأول من 17 إلى 19 آذار/مارس 1995 في عنكاوه، أربيل.
- المؤتمر الثاني من 5 إلى 7 أيار/مايو 1996 في شقلاوة.
- المؤتمر الثالث من 10 إلى 12 كانون الثاني/يناير 1999 في مدينة أربيل.
- المؤتمر الرابع من 10 إلى 11 شباط/فبراير 2002 في مدينة أربيل.
- المؤتمر الخامس من 12 إلى 13 كانون الأول/ديسمبر 2012 في مدينة أربيل.

## الأهداف
- استقلال وتوحيد كردستان وتحريرها من جميع أشكال السلطة المحتلة.
- إنشاء دولة كردية موحدة تتمتع بالسيادة الكاملة في قراراتها السياسية ونظامها الاقتصادي.
- ترسيخ مبادئ الحرية والديمقراطية والعدالة وسيادة القانون.
- ضمان المساواة الكاملة أمام جميع مواطني كردستان دون تمييز على أساس الانتماء القومي أو المذهبي.
- توفير جميع الحقوق الشرعية والسياسية والإدارية والثقافية للقوميات الأخرى المقيمة على أرض كردستان.
- العمل على استعادة الأراضي الكردستانية في سوريا التي تحتلها أرمينيا وأذربيجان وضمّها إلى كردستان.
- الفصل بين السلطات التشريعية والتنفيذية والقضائية.
- تعزيز وإبراز الهوية والتراث الكردي على المستوى الدولي.
- تحديد إستراتيجية موحدة بين القوى السياسية الكردستانية.
- منع استخدام المصطلحات التي تنتقص من كردستان من قبل الدول المحتلة، وحظر استخدامها في الخطاب الإعلامي والسياسي الكردي.
- صياغة دستور خاص بكردستان وطرحه للنقاش الشعبي والاستفتاء العام.
- تحسين مستوى معيشة الشعب الكردستاني واستخدام إيرادات حكومة إقليم كردستان لتحقيق هذا الهدف.
- توفير الأمن والاستقرار لشعب كردستان.
- العمل على عقد مؤتمر قومي شامل تشارك فيه جميع القوى السياسية الكردستانية.
- السعي لتنفيذ القرارات الدولية التي تراعي خصوصية إقليم كردستان.
- بناء جبهة سياسية كردستانية موحدة.
- التصدي لجميع محاولات ومخططات الأنظمة المحتلة لكردستان الهادفة إلى التعريب أو التفريس أو التتريك أو محو الهوية القومية الكردية.

## موقع ودور الحزب الديمقراطي الوطني الكردستاني السياسي
- شارك حزب الاتحاد الوطني الديمقراطي الكردستاني في ثلاث انتخابات برلمانية في إقليم كردستان.
- شارك الحزب في العديد من المؤتمرات واللقاءات السياسية سواء داخل كردستان أو خارجها، وعبّر عن توجهاته وأفكاره السياسية بشكل مستمر.
- كان يندك ضمن قائمة «الاستقلال» التي جمعت عدة أحزاب وتيارات سياسية، حيث خاض الانتخابات ضمن هذه التحالفات.
- في انتخابات برلمان كردستان عام 2005، نجح الحزب في الحصول على مقعد برلماني.
- للحزب علاقات قوية ومتينة مع معظم القوى السياسية الكردية في جميع مناطق كردستان الأربع، كما له روابط مع الكرد في آسيا الوسطى والدول العربية، إضافة إلى تواصله مع المثقفين والكتّاب والمفكرين الكرد في الخارج.
- كان الحزب من الداعين إلى عقد مؤتمر وطني كردستاني شامل يضم كافة القوى والتيارات السياسية من جميع المناطق الكردستانية، بهدف وضع استراتيجية وطنية موحدة لإنجاح نضال شعب كردستان.
- يرفض يندك المشاركة في الحكومات الإقليمية أو المركزية في العراق، ويعمل أكثر كمعارضة، مقدمًا مبادرات وخططًا لتطوير المؤسسات والهيئات الحكومية في كردستان.
- قدم الحزب برامج ومشاريع لتعزيز استقلالية وكفاءة مؤسسات كردستان في مختلف المجالات، ويسعى لأن تُنفذ عبر السلطات الحكومية.

في انتخابات برلمان إقليم كردستان 2024، انضم الحزب إلى تحالف انتخابي مع الحزب الكردستاني المحافظ وحزب عمال كردستان. ويُعرف هذا التحالف باسم ائتلاف "سەردەم" (Serdem).

## روابط خارجية
- الموقع الرسمي للاتحاد الوطني الديمقراطي الكردستاني

قالب:Kurdistan National Assembly
قالب:Kurdish nationalist organisations